# Слуга з Добромиля
«Слуга́ з Добро́миля» — альтернативно-історичний фентезійний роман української письменниці Галини Пагутяк (Київ, Дуліби, 2006)
В романі описуються події 1949 р. і попередніх 800 років в місті Добромилі і його околицях. Слуга з Добромиля — дхампір (син опира і відьми). Паном і наставником Слуги з Добромиля є опир Купець з Добромиля. Вони і їх однодумці «бджоли, що жалять, але не втрачають жала» боронять край від зла, від зовнішніх і внутрішніх ворогів.
В романі діють історичні особи і вигадані персонажі.
|          | Слуга не розпоряджається собою. Звідки я міг знати тоді, що колись моїми словами виправдовуватимуть найгірші злочини проти людськості ті, хто називає себе слугами Божими, а чи слугами Диявола, або, як тепер, слугами Народу? До книг написаних прокралася з уст фальш і блуд, а натомість звідти втекло смирення. |
| — с. 226 | |

|              | Блаженні ті, котрі відають, що вони чинять. І прокляті, хто не відає, що чинить. … Річ у тім, хто відає, а хто не відає, що чинить. Але так само важливо, що кожен може змінити те, що , здавалось, не можна змінити. Наприклад, історію. Він може йти дорогою зла чи дорогою добра, але повинен знати, якою дорогою йде. Куди вона приведе – не так важливо. Чи відаєте ви, що чините? Чи відаю я? Ні. |
| — с. 280-281 | |

|          | А книжки… Вони нагадують мені про бажання стати на ноги, не залишатись вічно лежати в пилюці посеред битого шляху людського життя. … Світ розширювався завдяки не лише торговельним шляхам, а й книжкам, кожна з яких мала власну долю… |
| — с. 294 | |

|          | Свобідним край стає не тоді, коли на трон сідає мудрий володар, а коли з’являється багато вільних людей серед різних станів. Тоді немає потреби йти по коліна в крові, шукати ласки в сильніших сусідів. Бог проливає благословення на такий край, а не плаче над його нещасливою долею. |
| — c. 303 | |

Галина Пагутяк стала лауреатом Шевченківської премії 2010 р. за книгу «Слуга з Добромиля».

## Видання
- Галина Пагутяк. Слуга з Добромиля: Роман. — К.: ПП Дуліби, 2006. — 336 с. — ISBN 966-8910-22-2.
- Галина Пагутяк. Слуга з Добромиля: Роман. — Львів.: ЛА «Піраміда», 2012. — 200 с. — ISBN 978-966-441-159-9.